# Marzotto Hockey Valdagno 1981-1982
Questa voce raccoglie le informazioni riguardanti il Marzotto Hockey Valdagno nelle competizioni ufficiali della stagione 1981-1982.

## Maglie e sponsor
| 1ª divisa |

## Organico

### Giocatori
| N° | Naz.              | Ruolo | Sportivo           |  |  |  |
| -- | ----------------- | ----- | ------------------ |  |  |  |
|    | Italia (bandiera) | E     | Giuseppe Cocco     |  |  |  |
|    | Italia (bandiera) | E     | Giuseppe Colin     |  |  |  |
|    | Italia (bandiera) | E     | Luigi De Gerone    |  |  |  |
|    | Italia (bandiera) | E     | Antonio Faccin     |  |  |  |
|    | Italia (bandiera) | E     | Fin                |  |  |  |
|    | Italia (bandiera) | E     | Gentilin Giampaolo |  |  |  |
|    | Italia (bandiera) | E     | Gentilin Giuseppe  |  |  |  |
|    | Italia (bandiera) | E     | Gueglieri          |  |  |  |
|    | Italia (bandiera) | E     | Roberto Pretto     |  |  |  |

### Staff tecnico
- Allenatore:  Luigi De Gerone